# Leonów (Zgierz)
Pour les articles homonymes, voir Leonów.
Leonów est une localité polonaise de la gmina et du powiat de Zgierz en voïvodie de Łódź. Ce village fait partie du sołectwo de Biała.